# 四川沟酸浆
四川沟酸浆（学名：Mimulus szechuanensis）为玄参科沟酸浆属下的一个种。其种加词“szechuanensis”意为“四川的”。
现接受名为四川沟酸浆（Erythranthe szechuanensis (Y.Y.Pai) G.L.Nesom, 2012）。